# Pavel Boček (historik)
Pavel Boček (31. července 1955 Nové Město na Moravě – 4. dubna 2025) byl český historik specializující se na středověké a raně novověké dějiny střední, jihovýchodní a především východní Evropy a církevní dějiny v Rusku. Působil na Historickém ústavu Filozofické fakulty Masarykovy univerzity, kde přednášel dějiny Byzance, Moskevské Rusi, Polsko-litevské unie aj.

## Život
Pocházel z obce Rovečné na Českomoravské vrchovině. V letech 1970–1974 vystudoval gymnázium v Bystřici nad Pernštejnem. Pokračoval studiem historie a archivnictví na filozofické fakultě Univerzity Jana Evangelisty Purkyně v Brně, které ukončil roku 1979 složením rigorózní zkoušky doktora filozofie. Od roku 1980 zde na katedře dějin východní Evropy působil jako odborný asistent. Roku 1998 se habilitoval jako docent obecných dějin na FF Masarykovy univerzity v Brně.

## Publikace
- BOČEK, Pavel; GONĚC, Vladimír, a kolektiv. Dějiny střední, jihovýchodní a východní Evropy. 1, Středověk (do roku 1526). 1. vydání. vyd. Brno: Masarykova univerzita, 1995. 215 s. ISBN 80-210-1151-3.
- BOČEK, Pavel. Stát a církev v Rusku na přelomu 15. a 16. století. 1. vydání. vyd. Brno: Masarykova univerzita, 1995. 131 s. ISBN 80-210-1085-1.
- BOČEK, Pavel, a kolektiv. Moskva - Třetí Řím : od ideje k symbolu. 1. vydání. vyd. Praha: NLN, 2019. 346 s. ISBN 978-80-7422-582-6.